# Romnenskij rajon
Il Romnenskij rajon (in russo Ромненский район?) è un rajon dell'Oblast' di Amur, nella Russia asiatica con capoluogo Romny.

## Centri abitati
- Romny
- Amaranka
- Vostočnaja Niva
- Novonikolaevka
- Verchebeloe
- Novorossijka
- Dal'nevostočnoe
- Grigor'evka
- Urožajnoe
- Znamenka
- Kuz'miči
- Kalinovka
- Kachovka
- Novolistvjanka
- Novyj Byt
- Seredinnoe
- Pozdeevka
- Rogozovka
- Voznesenovka
- Vysokoe
- Klimovka
- Svjatorussovka
- Ljubimoe
- Morozovka
- Čergali
- Bratoljubovka
- Pridorožnoe
- Rajgorodka
- Smoljanoe
- Chochlatskoe